# 화서역
화서(스타필드 수원)역(Hwaseo(Starfield SUWON)Station, 華西驛)은 경기도 수원시 팔달구 화서동에 있는 수도권 전철 1호선의 전철역이다. 향후 신분당선 연장선이 개통하면 환승역이 될 예정이다.

## 연혁
- 1974년 8월 15일 : 영업 개시
- 1981년 : 경부선 서울~수원 간 복복선 개통으로 승강장 이전
- 1997년 7월 10일 : 무배치간이역으로 격하
- 2010년 1월 21일: 당정역 개업으로 1호선 역번호가 P153번에서 P154번으로 변경
- 2010년 7월 30일 : 역사 양방향으로 지상 출입구 3곳 신설[2]
- 2024년 1월 6일 : 부역명 "스타필드수원" 추가

## 역 구조
3면 4선의 쌍상대식 승강장을 가진 역으로, 수도권 전철은 2면 4선 상대식 승강장만을 이용하며 현재 스크린도어가 설치되어 있다.

### 승강장
| ↑ 성균관대 |
| \| １      |
| 수원 ↓     |

| 1 | ● 수도권 전철 1호선 | 수원 · 서동탄 · 천안 · 신창 방면     |
| 2 | ● 수도권 전철 1호선 | 성균관대 · 안양 · 구로 · 광운대 방면 |

## 역 주변
- KT&G
- 상공회의소
- 수성고등학교
- 장안고등학교
- 수원의료원
- 숙지초등학교
- 숙지중학교
- 숙지고등학교
- 영복여자고등학교
- 교통안전관리공단 경기지사
- 농민회관
- 경기중소기업 성장지원센터
- 한국농림수산정보센터
- 서호생태수자원센터
- 서호
- 영광아파트
- 현대아파트
- 경기도의료원
- 화서2동
- 농촌진흥청
- 신동아아파트
- 삼환아파트
- 동남아파트
- 화서동 행정복지센터
- 율천고등학교
- 율현초등학교
- 율현중학교
- 스타필드 수원

## 승차량 변동
| 노선   | 승차 인원 | 승차 인원 | 승차 인원 | 승차 인원 | 승차 인원 | 승차 인원 | 승차 인원 | 승차 인원 | 주 석 |
| 노선   | 2000년    | 2001년    | 2002년    | 2003년    | 2004년    | 2005년    | 2006년    | 2007년    | 주 석 |
| ------ | --------- | --------- | --------- | --------- | --------- | --------- | --------- | --------- | ----- |
| 경부선 | 8667      | 10021     | 11992     | 12369     | 9428      | 9563      | 9258      | 9393      | [ 3 ] |
| 노선   | 2008년    | 2009년    | 2010년    | 2011년    | 2012년    | 2013년    | 2014년    | 2015년    |       |
| 경부선 | 9186      | 8727      | 8700      | 8836      | 8519      | 8642      | 9106      | 8792      | [ 3 ] |
| 노선   | 2016년    | 2017년    | 2018년    | 2019년    | 2020년    | 2021년    | 2022년    | 2023년    |       |
| 경부선 | 8653      | 8404      | 8362      | 8462      | 5881      | 2573      | 7338      |           |       |

## 사진

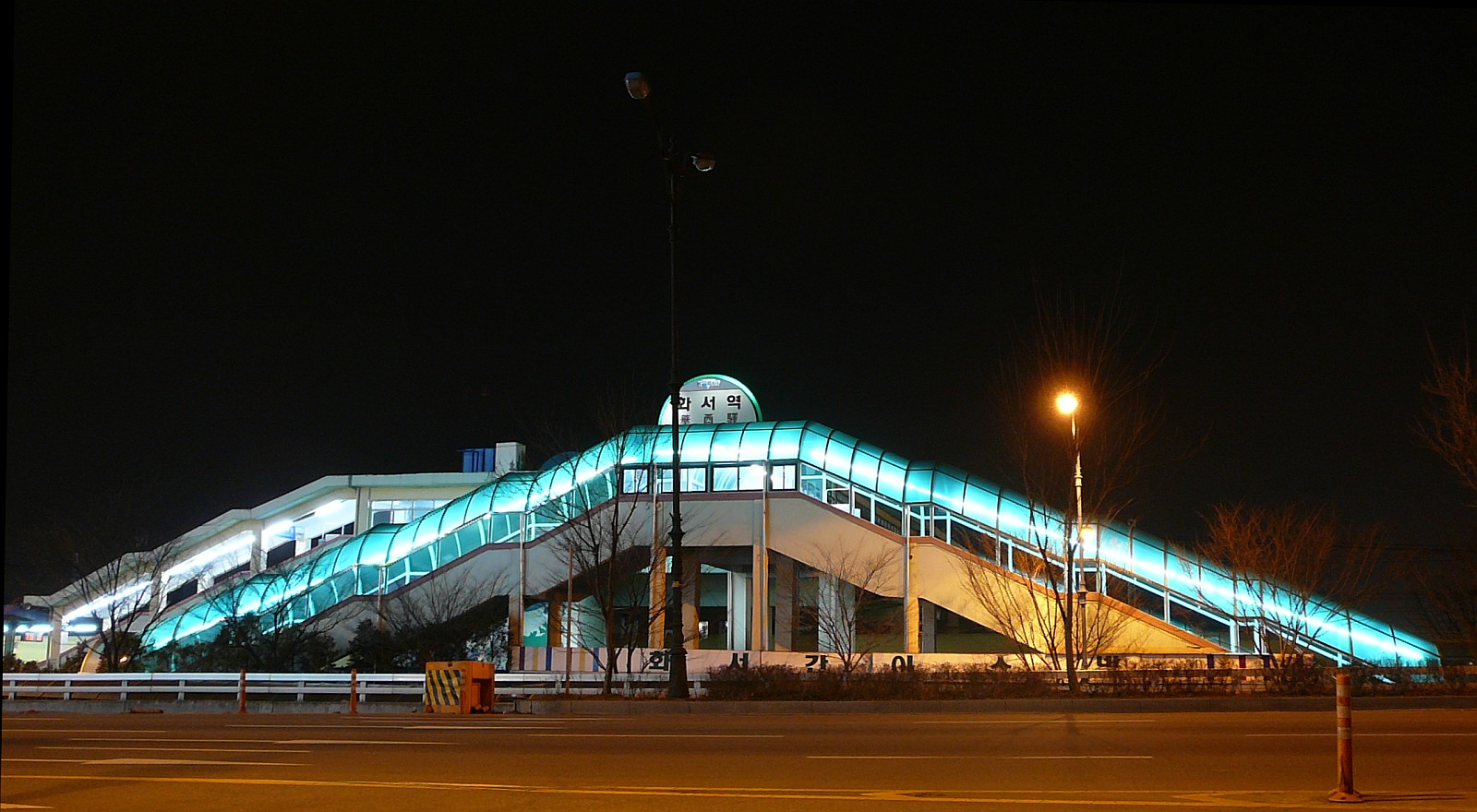
역사 야경(역명판 변경 전)
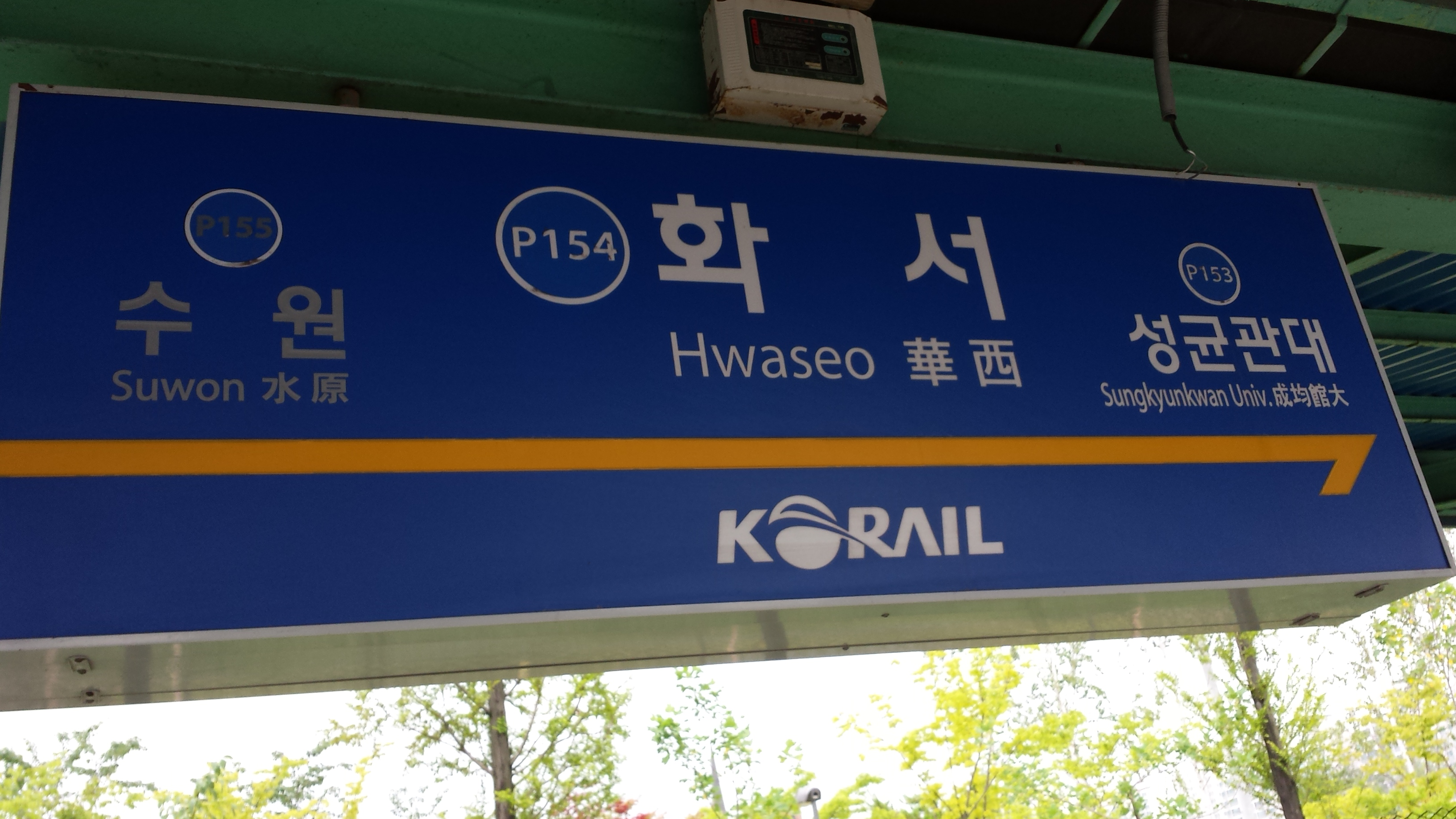
역명판(부역명 표기 전)

## 인접한 역
| 경부선                    | 경부선                          | 경부선                       |
| ------------------------- | ------------------------------- | ---------------------------- |
| P153 성균관대 광운대 방면 | ● 수도권 전철 1호선 경부선 완행 | P155 수원 서동탄 · 신창 방면 |